# Coro di Bosa
Coro di Bosa er en dansk dokumentarfilm fra 1998, der er instrueret af Ulla Boje Rasmussen.

## Handling
Middelhavet - vestkysten af Sardinien - Bosa med 9.059 indbyggere. Engang var Bosa en velhavende by med mange små og store virksomheder, i dag er der stor arbejdsløshed. Denne klassiske dokumentarfilm skildrer dagligliv i Bosa: arbejdet med vinen hos den lille og store vinbonde, det sorte og hvide karneval, fodboldkamp på byens lille stadion og på caféen foran tv. Vi møder Bosas indbyggere: Mændene i byens berømte kor Coro Di Bosa, der er omdrejningspunkt i filmens fortælling, nonnerne, der driver byens trykkeri, og radioværten, som kommenterer lokale og nationale forhold. Bosa står midt i en overgang, og i hvilket omfang, der skal satses på turismen for at komme ud af de store økonomiske problemer, optager sindene i en billedskøn men langt fra problemfri virkelighed.